# Lijst van rivieren in Australië
Deze lijst van rivieren in Australië is onderverdeeld naar staat of territorium.

## Drainagebekkens

Australië is verdeeld in 13 drainagebekkens

De Australische overheid onderscheidt dertien drainagebekkens in het land:  Noordoostkust (North East Coast, NEC), Zuidoostkust (South East Coast, SEC), Zuidoostkust (Victoria) (South East Coast (Victoria), SEV), Tasmanië (Tasmania, TAS), Murray-Darlingbekken (Murray-Darling Basin, MDB), Zuid-Australische Golf (South Australian Gulf, SAG), Zuidwestelijk Plateau (South Western Plateau, SWP), Zuidwestkust (South West Coast, SWC), Pilbara-Gascoyne (Pilbara-Gascoyne, PG), Noordwestelijk Plateau (North Western Plateau, NWP), Tanami-Timorzeekust (Tanami-Timor Sea Coast, TTS), Lake Eyrebekken (Lake Eyre Basin, LEB), Carpentariakust (Carpentaria Coast, CC). De rivieren in deze bekkens monden uit in achtereenvolgens de Koraalzee, Grote Oceaan, Grote Australische Bocht, Indische Oceaan, Timorzee, Arafurazee, Golf van Carpentaria en het endoreïsche bekken van het Eyremeer.

## Rivieren per staat of territorium
- Lijst van rivieren in Australian Capital Territory
- Lijst van rivieren in New South Wales
- Lijst van rivieren in Noordelijk Territorium
- Lijst van rivieren in Queensland
- Lijst van rivieren in Tasmanië
- Lijst van rivieren in Victoria
- Lijst van rivieren in West-Australië
- Lijst van rivieren in Zuid-Australië